# Bruille-Saint-Amand
 Bruille-Saint-Amand  es una comuna y población de Francia, en la región de Norte-Paso de Calais, departamento de Norte, en el distrito de Valenciennes y cantón de Saint-Amand-les-Eaux Orilla Derecha.
Su población en el censo de 1999 era de 1.470 habitantes. Forma parte de la aglomeración urbana de Valenciennes.
Está integrada en la Communauté d'agglomération de la Porte du Hainaut.

### Galería

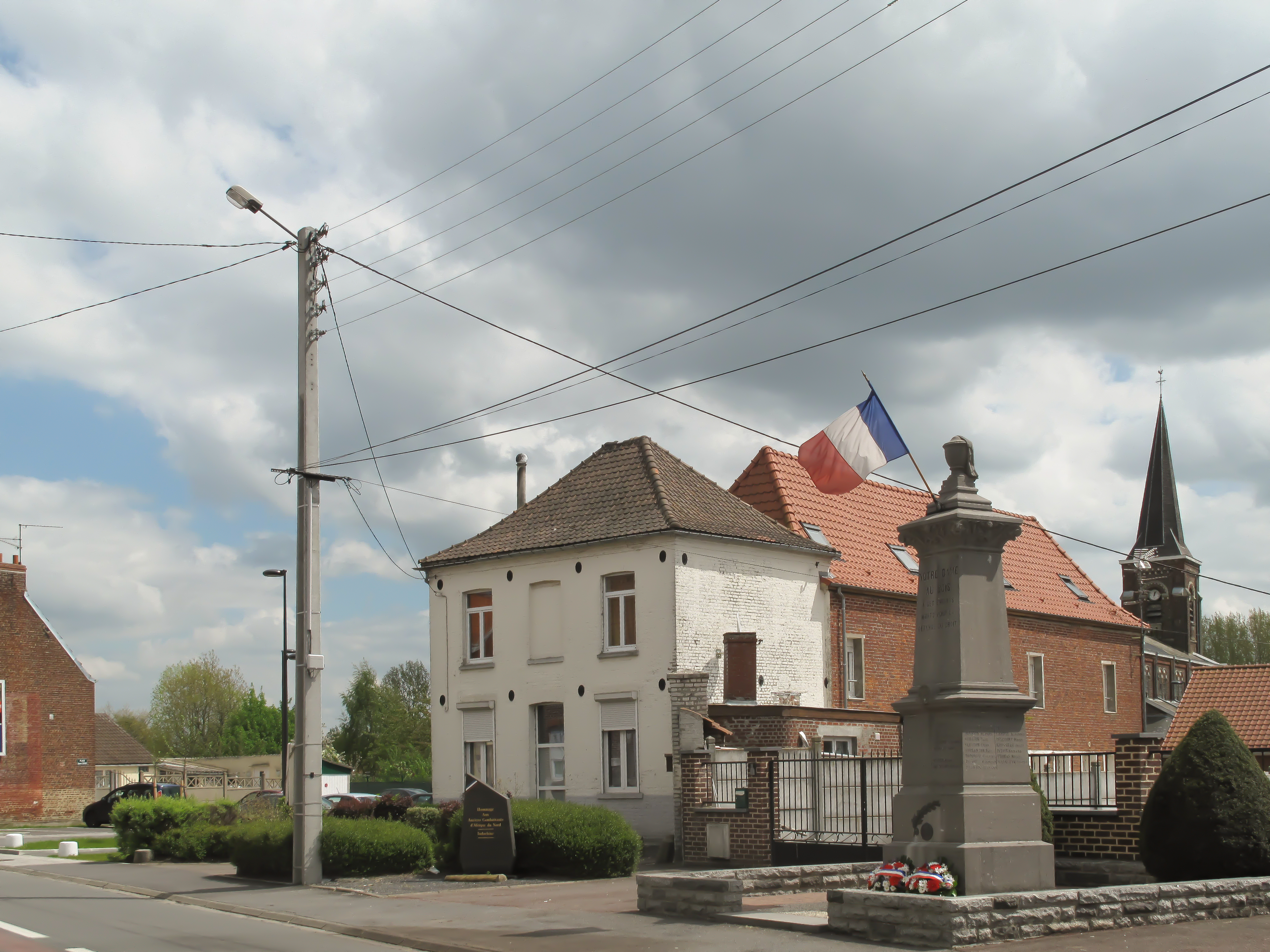
Monumento a los caídos en la guerra
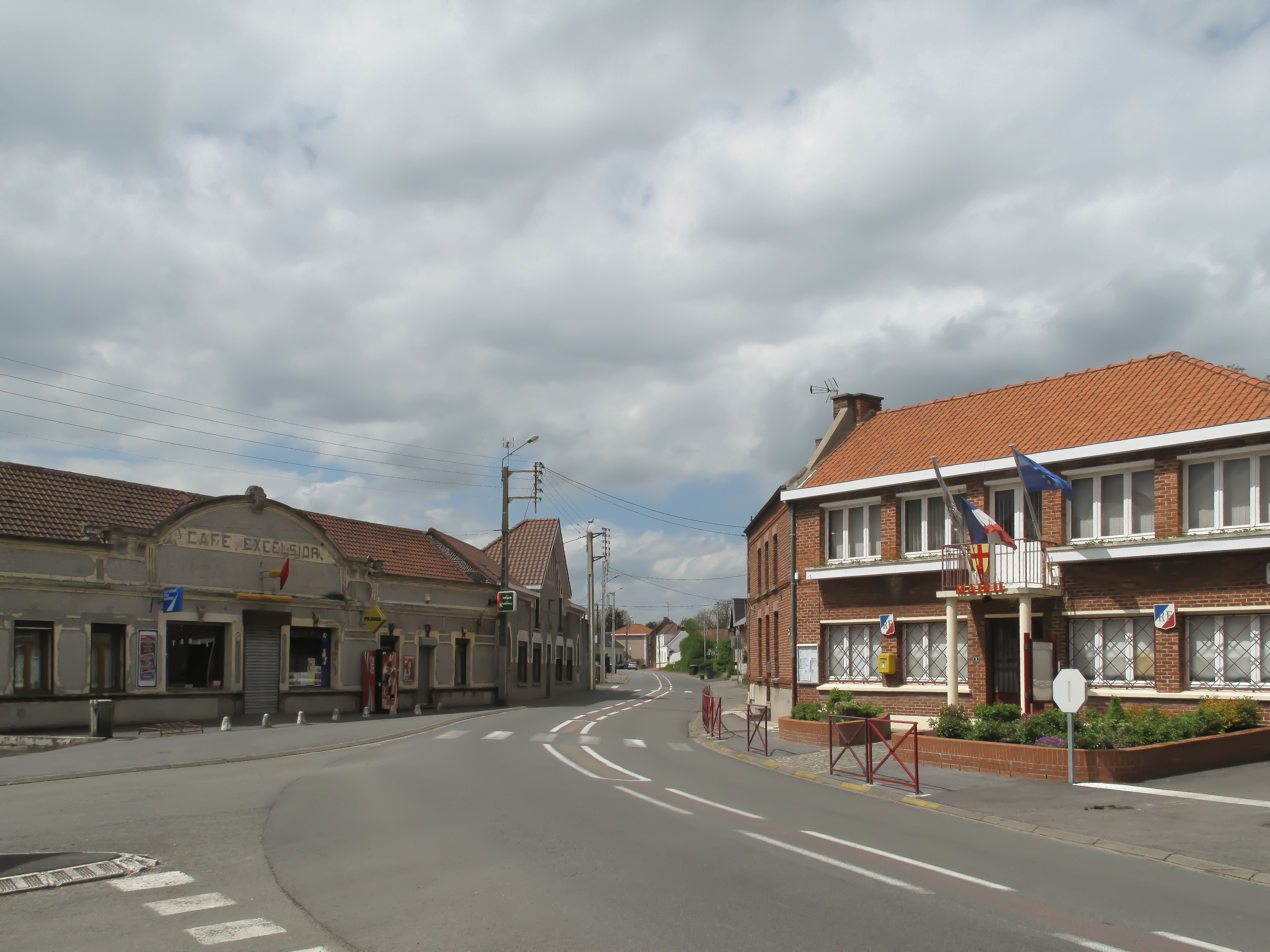
Vista en la calle: Rue Pasteur-Rue Henri Durre
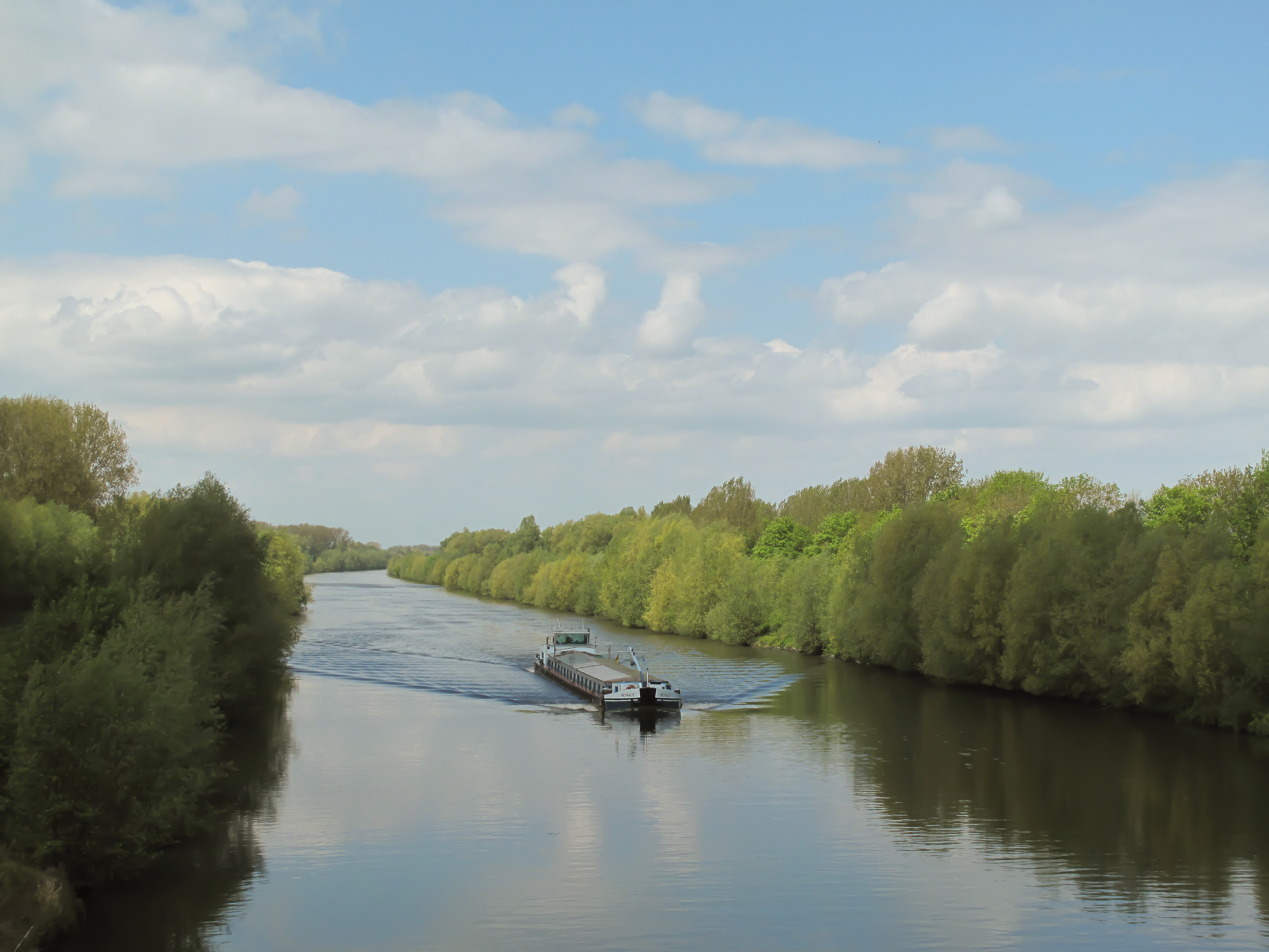
Rio Escalda entre Bruille St. Amand y Hergnies

## Demografía
| 1403 | 1442 | 1381 | 1391 | 1473 | 1470 |
| Para los censos de 1962 a 1999 la población legal corresponde a la población sin duplicidades (Fuente: INSEE [Consultar]) |      |      |      |      |      |